# Бутера, Фаустин
Фаустин Бутера (фр. Faustin Butéra; род. 20 сентября 1955) — руандийский легкоатлет, выступавший в беге на средние дистанции и барьерном беге. Участник летних Олимпийских игр 1984 года.

## Биография
Фаустин Бутера родился 20 сентября 1955 года.
В 1984 году вошёл в состав сборной Руанды на летних Олимпийских играх в Лос-Анджелесе. В беге на 400 метров занял в забеге 1/8 финала последнее, 8-е место, показав результат 51,41 секунды и уступив 4,95 секунды попавшему в четвертьфинал с 3-го места Марселю Арнольду из Швейцарии. В беге на 400 метров с барьерами занял в четвертьфинале 7-е место с результатом 54,36, уступив 4,25 секунды попавшему в полуфинал со 2-го места Генри Амике из Нигерии.
В 1987 году стал бронзовым призёром Игр Центральной Африки в Браззавиле в беге на 400 метров с барьерами (54,0).

## Личные рекорды
- Бег на 400 метров — 49,36 (1982)[4]
- Бег на 400 метров с барьерами — 53,7 (1979)[4]